# 耶律覿烈
耶律覿烈（やりつ てきれつ、880年 - 935年）は、遼（契丹）の政治家・軍人。字は兀里軫。六院部夷離菫の耶律蒲古只の末裔。

## 経歴
耶律偶思の次男として生まれた。耶律阿保機が即位すると、覿烈の兄の耶律曷魯が宿衛をつかさどり、覿烈は耶律阿保機の帷幕に入って行政事務にたずさわった。神冊3年（918年）、曷魯が死去すると、覿烈は迭剌部夷離菫に任命されて、南方の統治を委ねられた。党項に対する征戦にあたって、皇太子耶律突欲が先鋒となると、覿烈はこれを補佐した。契丹軍が天徳・雲内に到着すると、軍を分けて並進させた。覿烈は遍師を率いて渡河し、奮戦して多くの捕虜をえた。
天賛初年、迭剌部を北院・南院に二分し、それぞれ夷離菫を置いた。耶律徳光が軍を率いて古北口から幽州を攻略すると、覿烈は山西の諸城堡を陥落させた。のちに渤海に対する征戦に従軍して、扶余城が陥落すると、覿烈は耶律寅底石とともにその留守をつとめた。
天顕2年（927年）、南京留守に任じられた。天顕10年（935年）、死去した。享年は56。
弟に耶律羽之があった。

## 伝記資料
- 『遼史』巻75 列伝第5